# イースト・ブロードウェイ駅
イースト・ブロードウェイ駅（イースト・ブロードウェイえき、英語: East Broadway）はマンハッタン区ロウアー・イースト・サイドのイースト・ブロードウェイ-ラトガース・ストリート交差点に位置するニューヨーク市地下鉄IND6番街線の駅である。F系統が終日停車する。

## 駅構造
| G  | 地上階                     | 出入口                                                                         |
| B1 | 改札階                     | 改札口、駅員詰所                                                               |
| B2 | 中間階1                    | 階段の踊り場                                                                   |
| B3 | 中間階2                    | 階段の踊り場（閉鎖）                                                           |
| B4 | 北行線                     | ← ジャマイカ-179丁目駅行き (デランシー・ストリート駅)                          |
| B4 | 島式ホーム、左側ドアが開く |                                                                                |
| B4 | 南行線                     | → コニー・アイランド-スティルウェル・アベニュー駅行き (ヨーク・ストリート駅) → |

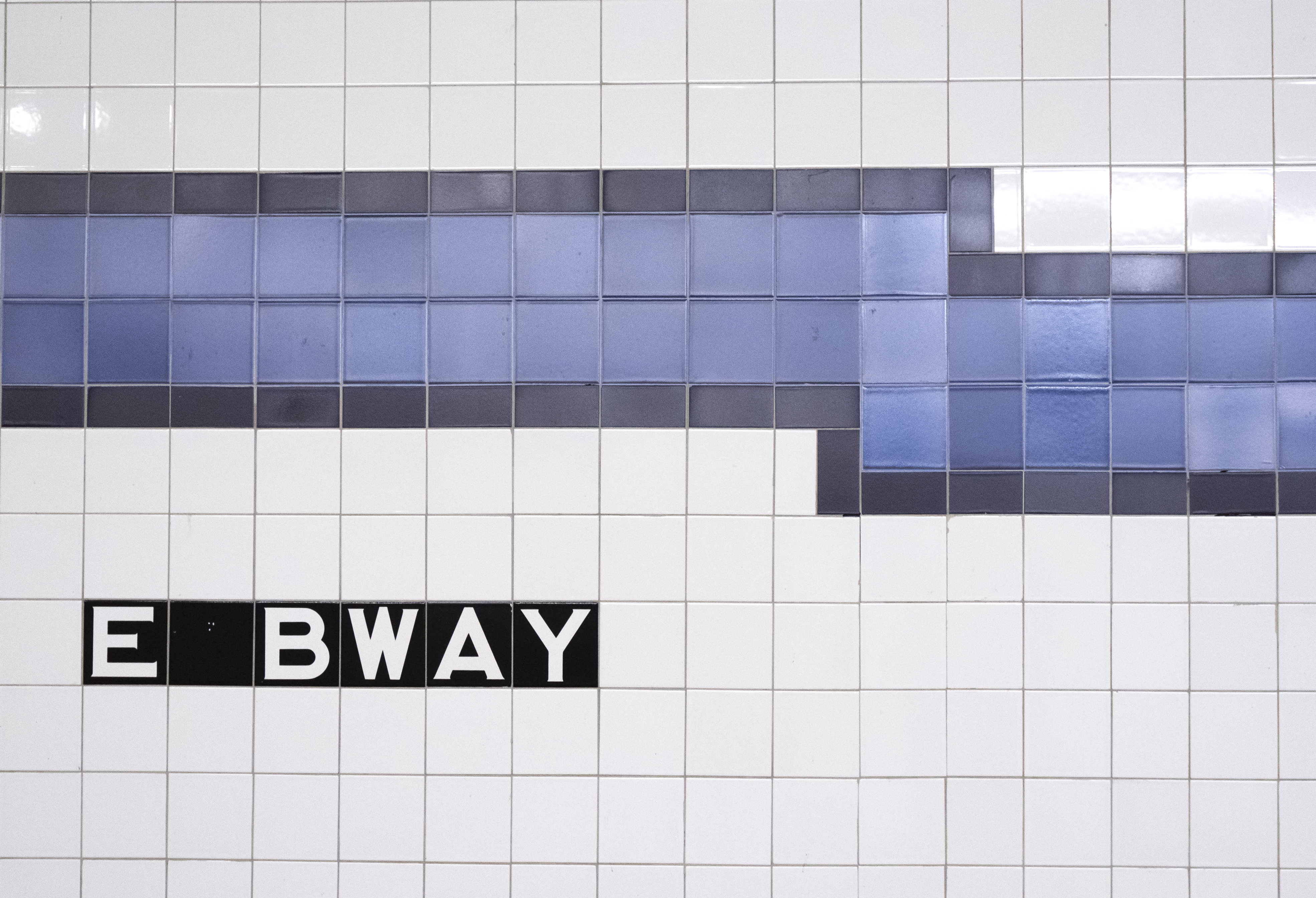
壁の駅名標

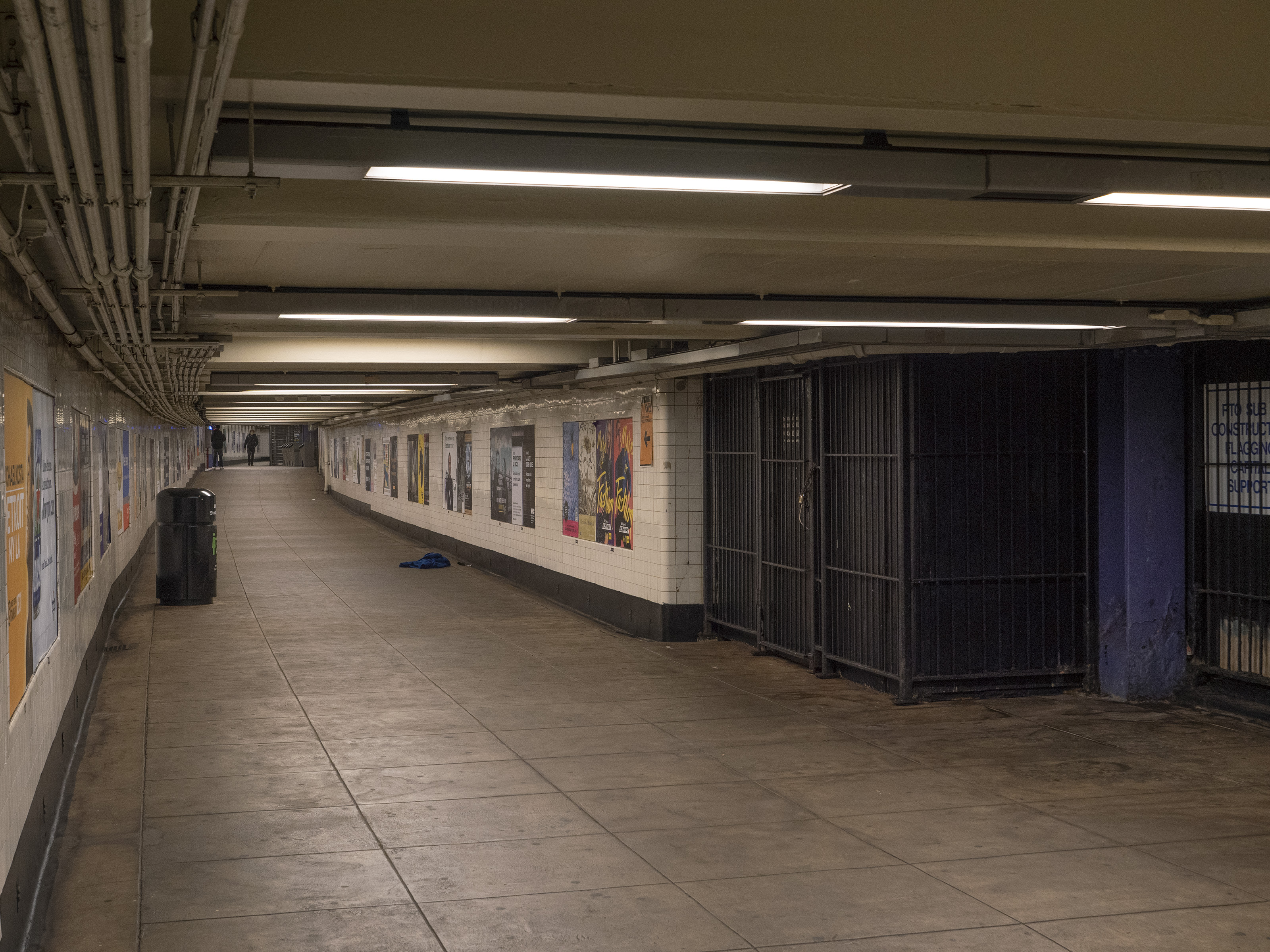
改札階

駅は島式ホーム1面2線の駅で、改札は2か所、出入口の階段は4か所あるが、終日営業の改札に通じる階段は1つしかない。
タイルは紫色、柱は青色である。1992年にアートワークDisplacing DetailsがNoel Copelandによって制作された。
また、INDワース・ストリート線が開業した際に現在供用中の階段の踊り場を使用する計画があった。

### 出口

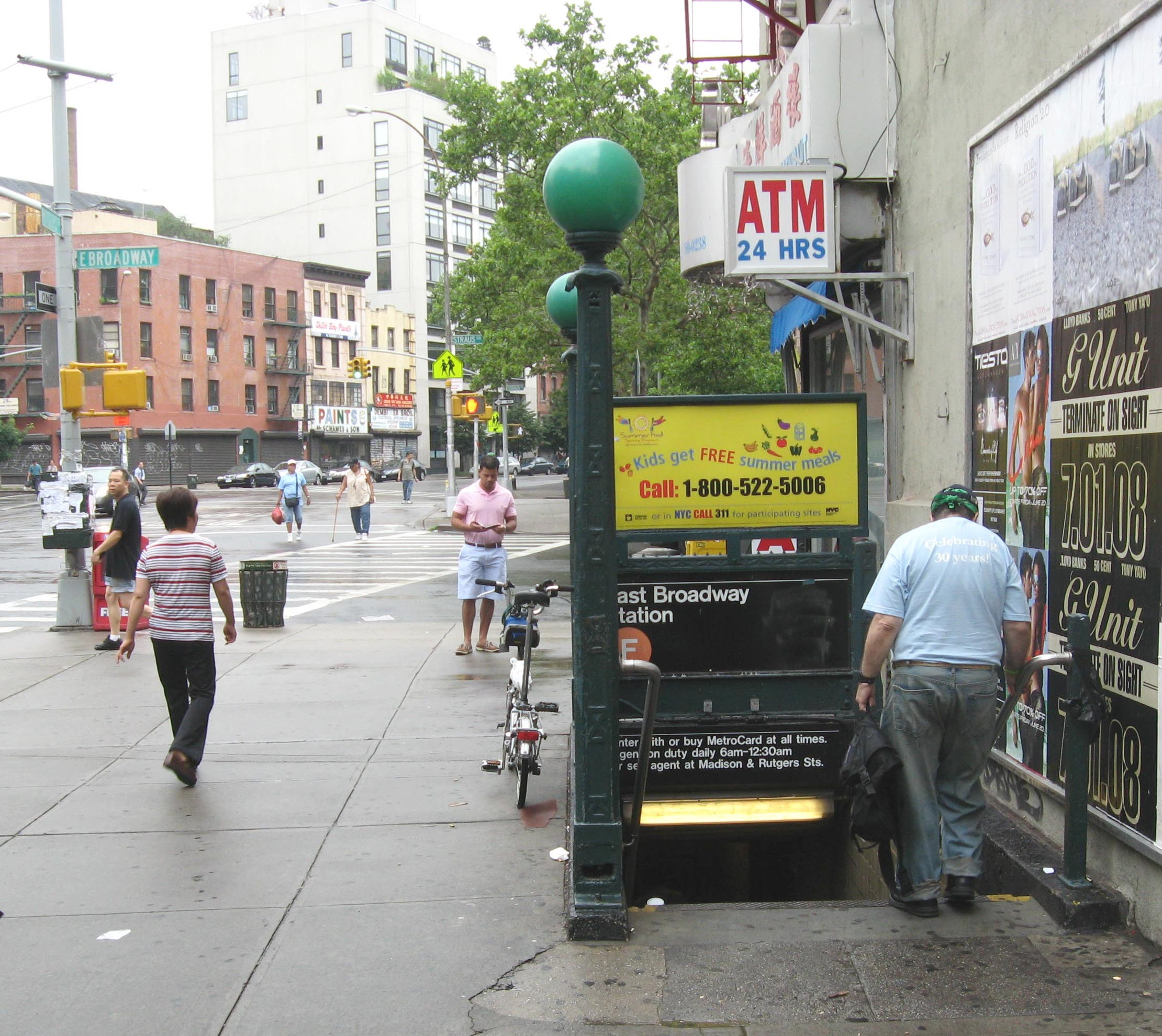
階段

終日営業の改札からはマディソン・ストリートとラトガース・ストリート交差点へ出ることができる。その他3つの階段は時間営業の改札から通じている。
- 階段1つ、キャナル・ストリートとエセックス・ストリート交差点北東[4]
- 階段1つ、ラトガース・ストリート西側のキャナル・ストリートとイースト・ブロードウェイの間[4]
- 階段1つ、イースト・ブロードウェイとラトガース・ストリート交差点南東[4]
- 階段1つ、マディソン・ストリートとラトガース・ストリート交差点北西[4]